# Сантенак-де-Серу
Сантена́к-де-Серу́ (фр. Sentenac-de-Sérou) — коммуна во Франции, находится в регионе Юг — Пиренеи. Департамент коммуны — Арьеж. Входит в состав кантона Ла-Бастид-де-Серу. Округ коммуны — Фуа.
Код INSEE коммуны — 09292.

## Население
Население коммуны на 2008 год составляло 35 человек.
| 1962 | 1968 | 1975 | 1982 | 1990 | 1999 | 2008 |
| ---- | ---- | ---- | ---- | ---- | ---- | ---- |
| 42   | 22   | 37   | 40   | 25   | 41   | 35   |

## Экономика
В 2007 году среди 29 человек в трудоспособном возрасте (15—64 лет) 19 были экономически активными, 10 — неактивными (показатель активности — 65,5 %, в 1999 году было 60,0 %). Из 19 активных работали 13 человек (10 мужчин и 3 женщины), безработных было 6 (3 мужчины и 3 женщины). Среди 10 неактивных 2 человека были учениками или студентами, 6 — пенсионерами, 2 были неактивными по другим причинам.